# Selene Velázquez

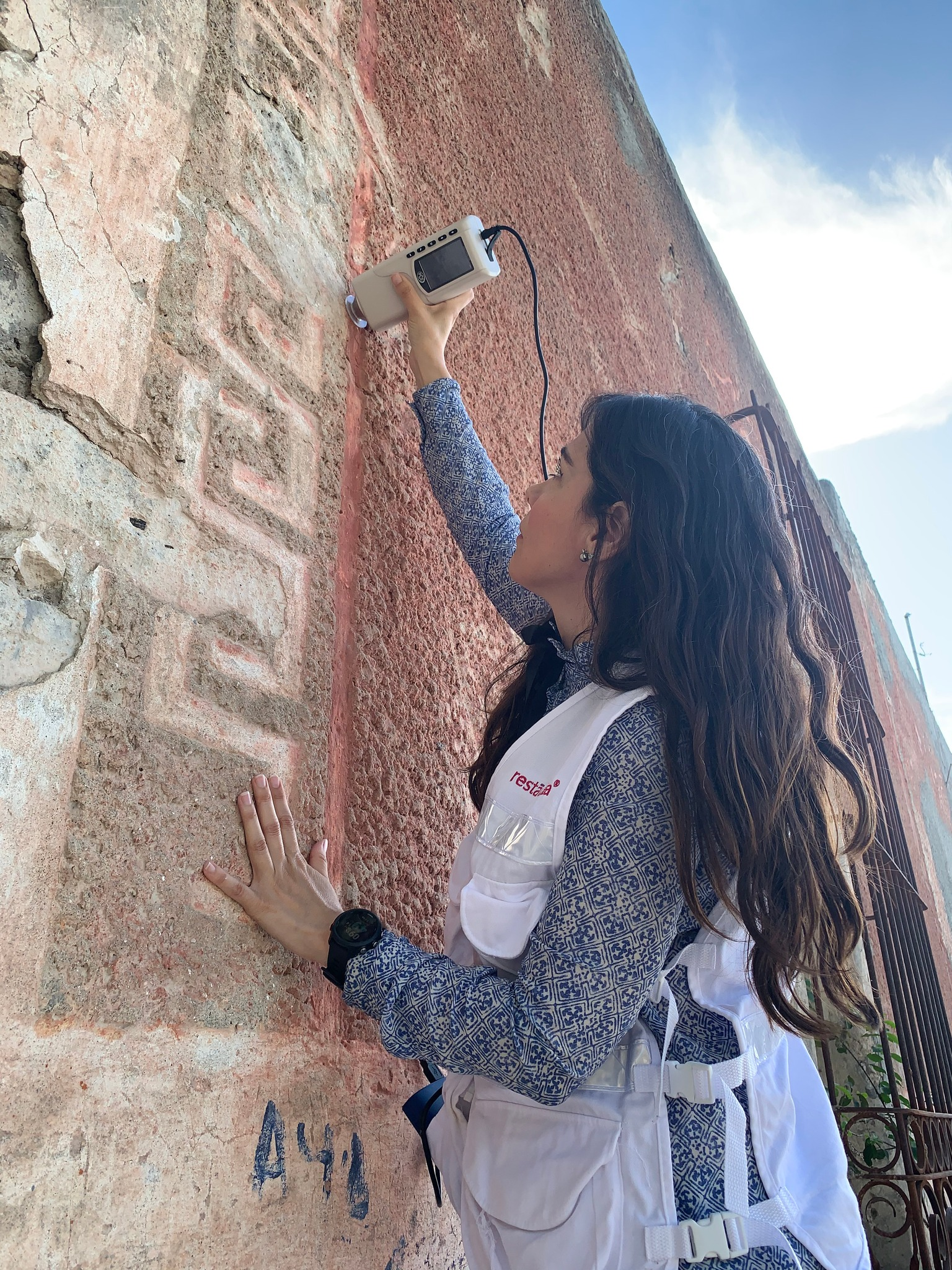

Selene Velázquez (Monterrey) es una arquitecta y restauradora mexicana. Su trabajo se enfoca a la conservación, restauración y difusión de las herencias culturales materiales e inmateriales del noreste de México, así como en la preservación de los sistemas constructivos tradicionales y la arquitectura vernácula. Se ha especializado en la salvaguarda de edificios y monumentos históricos en ciudades del norte de México con el fin de salvarlos de la destrucción. Actualmente estudia el doctorado en Historia y Estudios Humanísticos en la Universidad Pablo de Olavide, en Sevilla, España, enfocado en la arquitectura vernácula del Valle de las Salinas.

## Trayectoria
Velázquez, es arquitecta por la Universidad Autónoma de Nuevo León y tiene una maestría en restauración de sitios y monumentos por la Universidad de Guanajuato. Velázquez se encarga de documentar e investigar la arquitectura vernácula del estado de Nuevo León y problematizó la pérdida de edificios y monumentos con valor histórico en dicho estado por lo que decidió fundar el despacho Restáurika, una oficina arquitectónica especializada en la salvaguarda del patrimonio de  distintas épocas. En dicha labor ha realizado hallazgos y salvaguardas de elementos con valor histórico en edificios y casonas antiguas del Barrio Antiguo y centro de la ciudad de Monterrey como el Templo de Nuestra Señora de los Dolores donde realizó el hallazgo de más de 2,200 ollas de barro que componen el sistema constructivo de la bóveda del coro, y en la Casa del Campesino o Museo Estatal de Culturas Populares, en donde hizo el primer estudio de policromía a la cal en el Estado de Nuevo León y encontró los restos de pintura mural del siglo XVIII.
Con el fin de mostrar la documentación que realiza sobre la arquitectura vernácula de su estado, Velázquez presentó en el Museo de Historia Mexicana la exposición fotográfica Arquitectura de nuestra tierra. Esta exposición constó de veintiocho fotografías impresas en un formato de 60x90 que ilustran la arquitectura de Nuevo León y que fueron recolectadas tras diecinueve años de investigación.
Ha impartido clase de Historia de la Arquitectura en la Universidad de Guanajuato y otras universidades del país. También ha dado conferencias sobre restauración y patrimonio cultural en Europa y América Latina. Pertenece a la Red de Patrimonio Histórico + Cultura Iberoamericano invitada por la Universidad Nacional Autónoma de México (UNAM).
También es integrante de la colectiva feminista Restauradoras con Glitter,  iniciativa de mujeres dedicadas, de manera interdisciplinaria, a la restauración y conservación del patrimonio y que, a partir de las pintas o graffitis que se hicieron sobre el monumento al Ángel de la Independencia -en una manifestación contra la violencia de género en la Ciudad de México en agosto de 2019-, concluyeron que el monumento se puede restaurar, pero... no hay ningún patrimonio más importante que la vida o los derechos de las mujeres. Así pues, buscaban que dichas pintas permanecieran en la Columna de la Independencia hasta que se resuelva el problema de la violencia de género o, en su defecto, se hiciera un minucioso registro de las demandas y exigencias plasmadas en el monumento, antes de borrarlas.
"Los colores del noreste, un acercamiento a la policromía a la cal en la arquitectura vernácula del Valle de las Salinas" un documental que aborda su investigación doctoral, fue seleccionado para ser presentado en Terra 2022, el XIII Congreso Mundial sobre Patrimonio Arquitectónico de Tierra con sede en Santa Fe, Nuevo México, Estados Unidos.
En el verano del 2023 rescató y restauró el piso de mosaico veneciano de más de 100 años de antigüedad del Gran Hotel Ancira dejando al descubierto 4 monogramas con las letras "HA" y una cenefa con mariposas que rodea el perímetro del Bar 1900.  
Actualmente trabaja en la restauración de las esculturas metálicas del Arco de la Independencia edificado por Pedro Cabral bajo diseño del Arquitecto Alfred Giles de Monterrey por encargo de la Secretaría de Cultura del Estado de Nuevo León 

## Premios y reconocimientos.
- Acreedora al Sistema Nuevo León en su edición 2024 del Consejo para la Cultura y las Artes de Nuevo León.
- Primer Lugar en el 7mo Premio Norteño en la categoría de Proyectos Especiales con la intervención en el Banco Mercantil de Monterrey, 2023.
- Premio "Calli", en la XXII Bienal de Arquitectura del Colegio de Arquitectos de Nuevo León en la Categoría de Restauración por su trabajo en Casa Roma y Mención honorífica por el documental de "Los Colores del Noreste", 2023.
- Ganadora del Apoyo para estudios internacionales del Consejo para la Cultura y las Artes del Estado de Nuevo León, edición 2022.
- Reconocimiento UANL - Memoria Histórica y Cultural de México al Patrimonio Cultural, por el trabajo de investigación y restauración de la arquitectura norestense.
- Premio "Europa Nostra 2021" en la categoría de Investigación por el proyecto Art Risk - Inteligencia Artificial aplicada en la conservación preventiva, en conjunto con 25 investigadores y colaboradores más de Europa y América Latina.
- Mención de honor en la XXI Bienal del Colegio de Arquitectos de Nuevo León en la categoría de Restauración con el proyecto: La restauración como aporte histórico, crónica de una intervención al Museo Estatal de Culturas Populares, Monterrey, Nuevo León, Mx.
- Ganadora del PECDA, edición 2020 en la categoría de Investigación del Patrimonio y Desarrollo Cultural en la disciplina de fotografía con el proyecto: Los Colores del Noreste, un acercamiento a la policromía a la cal en la arquitectura vernácula del Valle de las Salinas, Nuevo León, México.
- Becaria del programa FINANCIARTE de CONARTE edición 2017.
- Medalla "Celso Garza Guajardo" por el Colegio de Cronistas e Historiadores en el Congreso de Nuevo León.[3]